# Melehî, Ciornuhî
Melehî (în ucraineană Мелехи) este localitatea de reședință a comunei Melehî din raionul Ciornuhî, regiunea Poltava, Ucraina.

## Demografie
Componența lingvistică a localității Melehî
     Ucraineană (98,39%)
     Rusă (1,61%)
Conform recensământului din 2001, majoritatea populației localității Melehî era vorbitoare de ucraineană (98,39%), existând în minoritate și vorbitori de rusă (1,61%).